# Decubito
Il decubito è la posizione che un soggetto assume a letto. Deriva dal latino con l'originario significato di coricarsi. È attestato il suo utilizzo in medicina, con significato per lo più patologico, nel 1698. 

## Classificazioni

### Tipo di decubito
Il decubito attivo, ovvero quello in cui la muscolatura è attivamente impegnata per mantenere la posizione, può essere distinto in tre forme:
- indifferente, quando può essere mantenuta qualsiasi posizione senza alcun fastidio
- preferito, quando viene assunta di preferenza una determinata posizione, dalla quale si trae sollievo
- obbligato, quando si è costretti a mantenere una determinata posizione, in quanto le altre causano sofferenza

Il decubito passivo, si ha nei casi di perdita della funzione motoria.

### Posizioni
Le posizioni sono:
- Supina, si mantiene una posizione dove si è rivolti verso l'alto, pancia in su
- Prono o Ventrale, si mantiene una posizione dove si è rivolti verso il basso, pancia in giu
- Semi prona o Sims, è una posizione con una via di mezzo tra la laterale di sicurezza e la prona
- Laterale o laterale di sicurezza, posizione dove si è stesi su un fianco, evitando ai polmoni di essere caricati del peso del corpo, con lo scopo di facilitare e migliorare la respirazione
- Ortopnoico o Seduto, tipica posizione che si assume con la schiena quando si siede su una sedia
- Semiortopnoico o semiseduto o Fowler's, paziente supino, con lo schienale inclinato di 80-90° rispetto alla linea orizzontale
  - semi-Fowler's, differisce dalla Fowler's per un'inclinazione ridotta a 30-45°
- Posizione di Trendelenburg o posizione anti-shock: posizione supina piana con un'inclinazione che favorisce il reflusso del sangue al cervello
- Genupettorale, persona inginocchiata con la testa appoggiata sul terreno e il bacino sollevato il più possibile
- Ginecologica o dorsale supina, posizione sdraiata con le gambe piegate a 90°, le ginocchia divaricate con i talloni disposti sullo stesso piano del busto
- Posizione litotomica, posizione sdraiata con le gambe piegate a 90° e con i talloni e le ginocchia sullo stesso piano.

## Lesioni
Decubito è anche, per contrazione, la piaga da decubito, dicitura scorretta, poiché dovremmo parlare di ulcera, o più genericamente di lesione da pressione, che compare nei punti soggetti a maggior compressione (quindi, soggetti a ischemia) in chi è costretto per lungo tempo a letto, o comunque in posizioni che determinino una continua pressione sui punti in cui si hanno prominenze ossee.
La parola viene utilizzata, in quest'ultima accezione, più come verbo e anche in riferimento a oggetti: per esempio il catetere vescicale transuretrale può decubitare, cioè può causare un'ulcera lungo le pareti dell'uretra su cui poggia.
Il decubito a pancia sotto o laterale a faccia sotto comporta decubito sulla mandibola che viene sbilanciata in malocclusione laterale. La compressione che si esercita sui denti ostacola la circolazione sanguigna nei tessuti che sostengono i denti, la conseguenza è l'infezione, e la malattia parodontale (piorrea) è una piaga da decubito.